# Saint-Christaud (Haute-Garonne)
Saint-Christaud település Franciaországban, Haute-Garonne megyében. Lakosainak száma 236 fő (2022. január 1.). Saint-Christaud Gensac-sur-Garonne, Cazères, Couladère, Goutevernisse, Montberaud, Montesquieu-Volvestre, Le Plan és Saint-Michel községekkel határos.

## Népesség
A település népessége az elmúlt években az alábbi módon változott:
| Lakosok száma | 204  | 199  | 223  | 249  | 255  | 251  | 244  | 239  | 237  | 236  |
|               | 1968 | 1982 | 1990 | 2006 | 2013 | 2015 | 2017 | 2019 | 2020 | 2022 |